# 방원중학교
방원중학교(傍元中學校)는 대한민국 서울특별시 강서구 방화동에 있는 공립 중학교이다.

## 학교 연혁
- 1993년 10월 : 방원중학교 설립 인가
- 1994년 2월 5일 : 신입생 배정 415명(남 6학급, 여 6학급)
- 1994년 3월 1일 : 초대 신두영 교장 취임
- 1994년 3월 2일 : 제1회 입학식(남 6학급, 여 6학급)
- 1994년 5월 12일 : 개교식
- 1997년 2월 14일 : 제1회 졸업식(남 6학급, 여 6학급)
- 1998년 3월 1일 : 중학교교육 새물결 운동 의식개혁 선도학교(2년)
- 2023년 2월 3일 : 제27회 졸업식(남녀 혼성 5학급 130명)
- 2023년 3월 1일 : 제11대 김선기 교장 취임
- 2023년 3월 2일 : 제30회 입학식(남녀 혼성 4학급 102명)

## 참고 자료
- 방원중학교 - 한국교육학술정보원 학교알리미